# Tokenism
Tokenism este un termen englez care desemnează o politică și practică socială de a efectua gesturi simbolice spre incluziunea membrilor grupurilor minoritare în cadrul celui majoritar, de obicei, acesta este aplicat pentru a crea aparența unei incluziuni sociale și a unei diversități (rasiale, religioase, sexuale, etc.), pentru a se devia posibilele acuzații de discriminare. Exemple tipice de tokenism sunt angajarea intenționată unui bărbat negru într-o ocupație, de obicei, dominată de oameni albi, sau angajarea unei femei într-o profesie, de obicei, dominată de bărbați.
Termenul a devenit parte a culturii populare a Statelor Unite la sfârșitul anilor 1950. În cartea De ce nu putem aștepta(en) (1963), activistul Martin Luther King a discutat subiectul și modul în care are loc o acceptare minimă a persoanelor de culoare în curentul principal (mainstream) al societății americane. De asemenea, în 1963, ca răspuns la o întrebare despre câștigurile repurtate de Mișcarea pentru drepturile civile ale afro-americanilor(en) (1954–68), Malcolm X a spus, „Ce-am câștigat? Tot ce am atins este tokenism – unul sau doi negri într-un loc de muncă, astfel încât în rest să fie liniște”.